# Rhodesia
Rhodesia var fra 1896-1964 navnet på en britisk koloni i Afrika, der senere udviklede sig til staterne Zambia og Zimbabwe. Landet blev oprindeligt administreret fra Sydafrika. I 1923 blev det delt i Sydrhodesia, det senere Zimbabwe, der blev selvstændigt i 1980, og Nordrhodesia det senere Zambia, der blev selvstændigt i 1964. Området var opkaldt efter den britisk/sydafrikanske politiker Cecil Rhodes.

## Grænser
Rhodesia omfattede to britiske selvstyrende kolonier i det indre Sydafrika: Southern Rhodesia og Northern Rhodesia. De begrænsedes af Transvaal og Bechuanaland mod syd, portugisisk Angola mod vest, Belgisk Congo, Tanganyika sø og protektorat mod nord og Nyasaland og portugisisk Mocambique mod øst. Det samlede areal udgjorde 1.131.000 km2 med i 1921 i alt 1.866.000 indbyggere. Southern Rhodesia udgjorde 386.000 km2 med 883.000 indbyggere, hvoraf 33.620 var hvide, 1.250 asiater og 2.000 andre farvede, resten indfødte sorte, Northern Rhodesia 745.000 km2 med 983.000 indbyggere, hvoraf 3.585 hvide. Grænsen mellem de to lande dannedes af Zambezifloden.

## Landskab
Rhodesia udgjorde en del af det store sydafrikanske plateauland syd for Kongobækkenet; det bestod mest af svagt kuperede sletter med isolerede små højdepartier, således Matopo Hills syd for Bulawayo. Hydrografisk hørte den største del til Zambezibassinet, men den nordligste del afvandedes af Kongoflodens store tilløb, således Luapula, der dannene grænsen mod Belgisk Kongo, mens den sydlige del afvandedes af tilløb til Limpopo, Sabi og Pungwe.

## Kolonisering
Skønt hele arealet lå i den tropiske zone, var klimaet ganske gunstigt for europæisk kolonisation som følge af den store højde over havet. De europæiske nybyggere, navnlig i Southern Rhodesia, drev derfor snart en betydelig avl af korn (majs og hvede) og tobak; også frugtavl, især af oranger, viste sig lønnende. Kvægavlen var i årene efter 1. verdenskrig stærkt tiltagende, således udgjorde antallet af hornkvæg ejet af europæere i 1919 673.400 stykker, mens der i 1910 kun fandtes 371.000 stykker og ejet af indfødte og europæere tilsammen; der udførtes store mængder levende kvæg til slagterier i Beira ved kysten og til minedistrikterne om Katanga i Belgisk Congo. Liebig Compagny havde udstrakte ranching-arealer. Af stor betydning for landets udnyttelse af europæerne var den store rigdom på brugbare mineraler, navnlig blev der fundet guld på mange lokaliteter, og 1922 produceredes der af guld for 3,1 mio. £. alene i Southern Rhodesia; den samlede produktion af guld fra det første fund i 1898 til 1922 var 54,6 mio. £. Endvidere blev der fundet sølv, kobber, kul, diamanter, bly, krom, asbest og andre mineraler i betydelige kvantiteter. Også i Northern Rhodesia blev der fundet malmlejer, navnlig af bly og kobber i egnen omkring Broken Hill.

## Samfærdsel
Hovedkommunikationslinjen var Rhodesia and Mashonaland-banen, der udgjorde en fortsættelse af linjen fra Capetown over Kimberley til Bulawayo, åbnet i 1897, hvorfra linjen førte over Salisbury, Umtali til Beira i portugisisk Mocambique. Fra Bulawayo førte en anden linje åbnet i 1904 til Livingstone, hvor den krydsede Zambezi og derfra nord på over Broken Hill til Katanga i det sydlige Belgisk Congo, åbnet i 1921, hvorved det blev muligt at lede dette nye landskabs mineraludførsel syd på over Rhodesias linjer. Også for anlægget af veje blev der gjort meget, og særlig bemærkelsesværdig var en 6.501 km lang vej fra Broken Hill gennem et fuldstændigt vildt landskab til sydenden af Tanganyika-søen. »The African Transcontinental Telegraph Line« (Cape to Cairo) blev ført igennem til Ujiji i Britisk Østafrika; en flyveplads for flyvere blev oprettet fra 1919 i Bulawayo.

## Udenrigshandel
Indførslen var i Southern Rhodesia (1921) 5,2 mio. £, i Northern Rhodesia 741.000 £, mens udførslen var henholdsvis 4,3 mio. og 505.000 £.

## Forfatningsforhold
Begge stater havde selvstyre, idet British South Africa Company, som tidligere administrerede landene, blev afløst i Southern Rhodesia fra 27. september 1923 og i Northern Rhodesia fra 1. april 1924 mod en udbetaling fra den engelske stat på 3.750.000 £. Southern Rhodesias administrationssæde var Salisbury, Northern Rhodesias Livingstone. Landene styredes af en guvernør udnævnt af kronen og en lovgivende forsamling bestående af to kamre.

## Bydannelser
Hovedbyerne var Bulawayo, Salisbury, Umtali, Gwelo, Victoria, Hartley i Southern Rhodesia, Livingstone, Kalomo, Broken Hill, Lialui i Northern Rhodesia.

## Historie
Allerede før 1700 omtales et stort stammerige i disse egne, der efter fyrsten kaldtes Monomotapa, men omkring 1800 var dette rige smuldret hen i småstammer. En større statsdannelse skete først 1836—1837, da zuluhøvdingen Mosilikatse blev forjaget af boerne fra Transvaal og gik nord på over Limpopo; han grundede her et stort rige, der efter hans stamme blev kaldt Matabeleland, som strakte sig helt op til Zambezi og i sydøst også omfattede Maschonaland. Hans efterfølger fra 1868 Lobengula udvidede endog riget nord for Zambezi med det store Marutse-Manbunda-rige. Den engelske kolonisation var imidlertid trængt gennem Bechuanaland mod nord, og de mange beretninger om guldfund i Matabeleland drog stærkt de britiske pionerers blikke mod dette land. Det lykkedes Kapkoloniens premierminister Cecil Rhodes at få afsluttet en traktat med Lobengula i dennes hovedstad Bulawayo i februar 1888, hvori Rhodes og hans fæller fik eneret på at søge og bearbejde alle mineralfindesteder i Lobengula’s rige mod en betaling i penge og våben. Det var denne koncession, der gav stødet til dannelsen af British South Africa Company, som oktober 1889 fik et »royal charter« og derfor almindeligvis kaldtes Chartered Company. Dette kongelige fribrev gav faktisk kompagniet herredømmet over de uhyre strækninger nord for Bechuanaland og Limpopo. Kompagniets første administrator blev Rhodes’ ven dr. L. S. Jameson, der viste sig som en meget dygtig administrator. 1891 blev der afsluttet en overenskomst med Portugal om anlæggelsen af en jernbane fra Rhodesia gennem Mosambique til Beira ved kysten af det Indiske Ocean, og 1897 blev jernbanelinjen fra Capetown ført frem til Bulawayo. Derved blev adgangen til Rhodesia betydelig lettet, og en livligere indvandring af nybyggere begyndte. Mens i begyndelsen søgningen efter guld var hovedtiltrækning, blev det nu efterhånden agerbrug og kvægopdræt, der lokkede nybyggerne.
Udviklingen foregik imidlertid ikke altid roligt. 1893 opstod der stridigheder mellem Lobengula og kompagniet, der gik over til åben Kamp (den første matabelekrig). Jameson rykkede hurtigt frem mod Bulawayo og erobrede byen, og Lobengula døde kort efter på flugten. Matabele-stammerne gik derfor ind på at anerkende kompagniets overhøjhed. En stærk kvægpest og overgreb fra kompagniets embedsmænd mod de indfødte fremkaldte en opstand i 1896 både af matabeler og maschonaer (den anden matabelekrig), og kun en energisk indskriden fra Rhodes personlig med forhandlinger med matabelehøvdingene forhindrede et almindeligt blodbad på de få hvide. Dr. Jameson’s eventyrlige indfald i Transvaal (Jameson raid) havde imidlertid hans afsked som administrator til følge, ligesom Rhodes’ afgang som premierminister; dette, i forbindelse med matabele-opstanden, bevirkede, at den britiske regering indsatte en resident commissioner, der skulle føre kontrol med kompagniets administration, og der blev oprettet et råd, hvortil nybyggerne fik stemmeret.
Under Boerkrigen (1899—1902) var forholdene i Rhodesia meget rolige, og den livlige indvandring af nybyggere efter krigen bragte tallet på de hvide så stærkt op, at der efterhånden opstod en bevægelse for at opnå selvstyre eller tilslutning til den i 1910 dannede Sydafrikanske Union. 1913 blev Jameson atter administrator, men han var stærkt imod tanken om tilslutning til unionen, og kompagniet fik 1914 sit charter fornyet på 10 år, da landet endnu ikke syntes at være økonomisk stærkt nok til at stå på egne ben. Kompagniet måtte dog gå ind på ikke at modsætte sig, hvis befolkningen efter de 10 års forløb ønskede selvstyre. Dette ønske voksede sig stærkere og stærkere i de følgende år, og 1923 overtog den britiske regering derfor Southern Rhodesia (Sydrhodesia) og 1924 Northern Rhodesia (Nordrhodesia) som selvstyrende kronkolonier.